# Phi Fornacis
Phi Fornacis (28 Fornacis) é uma estrela na direção da constelação de Fornax. Possui uma ascensão reta de 02h 28m 01.69s e uma declinação de −33° 48′ 39.8″. Sua magnitude aparente é igual a 5.13. Considerando sua distância de 153 anos-luz em relação à Terra, sua magnitude absoluta é igual a 1.78. Pertence à classe espectral A2/A3V.